# Mariano Pernía
Mariano Andrés Pernía Molina (født 4. maj 1977 i Buenos Aires, Argentina) er en argentinsk tidligere fodboldspiller, der også stillede op for Spanien, men som dog nu er pensioneret. Han spillede som venstre back senest hos Tigre. Mariano spillede hos San Lorenzo, Independiente, Recreativo Huelva, Getafe, Atlético Madrid, Nacional og somsagt hos Tigre.
Pernía er født og opvokset i Argentina, men efter sit skifte til spansk fodbold blev han i 2006 tildelt spansk statsborgerskab.

## Landshold
Pernía var, inden han i 2006 blev tildelt sit spanske statsborgerskab, tæt ved at blive udtaget til det argentinske landshold, men dette blev ikke til noget. Pr. marts 2009 står han noteret for 11 kampe for Spaniens landshold.
Hans debutkamp for spanierne faldt den 7. juni 2006 i et opgør mod Kroatien, hvor han endda scorede direkte på frispark. Efterfølgende blev han af landstræner Luis Aragonés udtaget til VM i 2006. 